# Ансельмо, Тони
То́ни Ансе́льмо (англ. Tony Anselmo; род. 18 февраля 1960, Солт-Лейк-Сити) — американский актёр озвучивания и мультипликатор. Официальный голос Дональда Дака с 1986 года по настоящее время.

## Биография
Энтони Ансельмо родился 18 февраля 1960 года в Солт-Лейк-Сити, штат Юта. Он начал рисовать, используя знаменитую книгу по искусству Престона Блэра «Продвинутая анимация», и начал создавать анимацию с помощью камеры Super 8.
Карьеру Ансельмо начал в 1985 году — тогда он выступил ассистентом мультипликатора мультфильма «Чёрный котёл». С 1982 по 1985 год брал уроки озвучивания Дональда Дака у известного актёра Кларенса Нэша, который озвучивал этого персонажа с его «рождения», на протяжении полувека. После смерти Нэша Тони Ансельмо занял его место, и является официальным голосом Дональда с 1986 года — его дебютом на этом поприще стала роль в теле-зарисовке D-TV Valentine.

## Избранные награды и номинации
- 2005 — премия «Энни» в категории «Лучшее озвучивание в полнометражном мультфильме» за роль в мультфильме «Три мушкетёра: Микки, Дональд и Гуфи» — номинация.
- 2009 — премия «Легенды Диснея» — победа[3].

## Избранные работы

### Озвучивание фильмов, мультфильмов и мультсериалов
- 1986 — Великий мышиный сыщик / The Great Mouse Detective — приспешник бандитов
- 1987—1988 — Утиные истории / DuckTales — Дональд Дак (в 8 эпизодах)
- 1988 — Кто подставил кролика Роджера / Who Framed Roger Rabbit — Дональд Дак
- 1988 — 60-й день рождения Микки[англ.] / Mickey's 60th Birthday — Дональд Дак
- 1989, 1990 — Волшебный мир Диснея / The Magical World of Disney — Дональд Дак / сценарист (в 2 эпизодах)
- 1990 — Принц и нищий / The Prince and the Pauper — Дональд Дак
- 1993 — Чокнутый / Bonkers — Дональд Дак (в 1 эпизоде)
- 1995 — Гаргульи / Gargoyles — Дональд Дак (в 1 эпизоде, в титрах не указан)
- 1996 — Кряк-Бряк / Quack Pack — Дональд Дак (в 39 эпизодах)
- 1999 — Микки: Однажды под Рождество / Mickey's Once Upon a Christmas — Дональд Дак
- 1999 — Фантазия 2000 / Fantasia 2000 — Дональд Дак (в новелле Pomp and Circumstance)
- 1999—2000 — Всё о Микки Маусе / Mickey Mouse Works — Дональд Дак / Билли, Вилли и Дилли (в 30 эпизодах)
- 2001 — Волшебное Рождество у Микки / Mickey's Magical Christmas: Snowed in at the House of Mouse — Дональд Дак / Билли, Вилли и Дилли
- 2001 — Дом злодеев. Мышиный дом / Mickey's House of Villains — Дональд Дак / Билли, Вилли и Дилли
- 2001—2002 — Мышиный дом / Disney's House of Mouse — Дональд Дак / Билли, Вилли и Дилли (в 47 эпизодах)
- 2004 — Три мушкетёра: Микки, Дональд и Гуфи / Mickey, Donald, Goofy: The Three Musketeers — Дональд Дак
- 2004 — Король Лев 3: Хакуна матата / The Lion King 1½ — Дональд Дак
- 2004 — Микки: И снова под Рождество / Mickey's Twice Upon a Christmas — Дональд Дак
- 2006—2016 — Клуб Микки Мауса / Mickey Mouse Clubhouse — Дональд Дак (в 121 эпизоде)[4]
- 2011 — Финес и Ферб / Phineas and Ferb — второстепенные персонажи (в 1 эпизоде)
- 2013 — н. в. — Микки Маус[англ.] / Mickey Mouse — Дональд Дак (в 18 эпизодах)
- 2017 — Утиные истории / DuckTales — Дональд Дак

### Озвучивание компьютерных игр
- 1992 — World of Illusion Starring Mickey Mouse and Donald Duck — Дональд Дак
- 2000 — Mickey's Speedway USA[англ.] — Дональд Дак
- 2000 — Donald Duck: Goin' Quackers[англ.] — Дональд Дак
- 2002 — Kingdom Hearts — Дональд Дак[5]
- 2002 — Disney Golf[англ.] — Дональд Дак
- 2003 — Toontown Online[англ.] — Дональд Дак
- 2005 — Kingdom Hearts II — Дональд Дак
- 2007 — Kingdom Hearts Re: Chain of Memories — Дональд Дак
- 2007 — Kingdom Hearts II: Final Mix+ — Дональд Дак
- 2008 — Disney Think Fast — Дональд Дак
- 2010 — Kingdom Hearts Birth by Sleep — Дональд Дак
- 2010 — Kingdom Hearts Re:coded — Дональд Дак
- 2010 — Epic Mickey — Дональд Дак
- 2011 — Kinect: Disneyland Adventures[англ.] — Дональд Дак
- 2012 — Kingdom Hearts 3D: Dream Drop Distance — Дональд Дак
- 2012 — Epic Mickey 2: The Power of Two — Дональд Дак
- 2012 — Epic Mickey: Power of Illusion[англ.] — Дональд Дак
- 2013 — Disney Magical World — Дональд Дак
- 2014 — Disney Infinity: Marvel Super Heroes[англ.] — Дональд Дак
- 2014 — Kingdom Hearts HD 2.5 Remix[англ.] — Дональд Дак
- 2015 — Disney Infinity 3.0[англ.] — Дональд Дак
- ? — Kingdom Hearts III — Дональд Дак

### Мультипликатор
- 1985 — Чёрный котёл / The Black Cauldron — ассистент мультипликатора
- 1986 — Великий мышиный сыщик / The Great Mouse Detective — главный ассистент мультипликатора
- 1988 — Оливер и компания / Oliver & Company — ассистент мультипликатора
- 1989 — Русалочка / The Little Mermaid — мультипликатор персонажей
- 1990 — Принц и нищий / The Prince and the Pauper — мультипликатор персонажей
- 1991 — Красавица и Чудовище / Beauty and the Beast — мультипликатор персонажа Гардероб
- 1992 — Симпсоны / The Simpsons — художник макетов персонажей (в эпизодах «Полковник Гомер» и «Лагерь Красти»)
- 1992 — Аладдин / Aladdin — ассистент мультипликатора (персонаж «Принцесса Жасмин»)
- 1994 — Король Лев / The Lion King — главный ассистент мультипликатора (персонаж «Молодой Симба» и второстепенные персонажи)
- 1995 — Покахонтас / Pocahontas — главный ассистент мультипликатора (персонаж «Колибри Флит»)
- 1996 — Горбун из Нотр-Дама / The Hunchback of Notre Dame — ассоциированный главный мультипликатор-оформитель (персонажи «Цыгане, Стражники и Прочие»)
- 1997 — Геркулес / Hercules — главный ассистент мультипликатора (оформление второстепенной анимации)
- 1998 — Мулан / Mulan — главный ассистент мультипликатора-оформителя
- 1999 — Тарзан / Tarzan — главный ассистент мультипликатора (персонаж «Джейн Портер»[англ.])
- 1999 — Фантазия 2000 / Fantasia 2000 — главный мультипликатор-оформитель
- 2000 — Похождения императора / The Emperor's New Groove — главный ассистент мультипликатора (персонаж «Фермер Пача»)
- 2002 — Планета сокровищ / Treasure Planet — главный ассистент мультипликатора (персонаж «Сара Хокинс» и второстепенные персонажи)
- 2004 — Не бей копытом / Home on the Range — главный ассистент мультипликатора (второстепенные персонажи)
- 2004 — Три мушкетёра: Микки, Дональд и Гуфи / Mickey, Donald, Goofy: The Three Musketeers — мультипликатор-оформитель, главный художник-оформитель
- 2005 — Винни и Слонотоп / Pooh's Heffalump Movie — художник-оформитель

### Прочие работы
- 1988 — 60-я церемония «Оскара» / 60th Academy Awards — озвучивание Дональда Дака
- 1988 — Шоу Саут-Банка[англ.] / The South Bank Show — мультипликатор (камео, в 1 эпизоде)
- 2003 — н. в. — Mickey's PhilharMagic[англ.] в Волшебном королевстве[англ.] в центре развлечений Мир Диснея — озвучивание Дональда Дака
- 2005—2009 — Диснейленд: Первые 50 волшебных лет[англ.] / Disneyland: The First 50 Magical Years — озвучивание Дональда Дака на выставке в Оперном Доме (локация «Главная улица, США»[англ.], Диснейленд)